# Mistrzostwa Świata w Łyżwiarstwie Szybkim w Wieloboju Kobiet 1955
13. mistrzostwa świata w łyżwiarstwie szybkim w wieloboju kobiet odbyły się w dniach 12–13 lutego 1955 roku w fińskim Kuopio. Zawodniczki startowały na naturalnym lodowisku na Väinölänniemi. Łyżwiarki startowały na czterech dystansach: 500 m, 1000 m, 3000 m, 5000 m. Najlepsza była reprezentantka ZSRR Rimma Żukowa. O tym, które miejsca zajmowały zawodniczki decydowała mniejsza liczba punktów uzyskana z czterech biegów.

## Uczestnicy
W zawodach wzięło udział 17 łyżwiarek z 5 krajów. Wszystkie zostały sklasyfikowane.
| Państwa biorące udział w mistrzostwach | Państwa biorące udział w mistrzostwach | Państwa biorące udział w mistrzostwach | Państwa biorące udział w mistrzostwach | Państwa biorące udział w mistrzostwach |
| -------------------------------------- | -------------------------------------- | -------------------------------------- | -------------------------------------- | -------------------------------------- |
| Finlandia                              | Czechosłowacja                         | Norwegia                               | Szwecja                                | ZSRR                                   |

## Wyniki
| Pozycja | Zawodnik          | Kraj           | 500 m      | Pkt.   | 3000 m       | Pkt.   | 1000 m       | Pkt.   | 5000 m        | Pkt.   | Suma pkt. |
| ------- | ----------------- | -------------- | ---------- | ------ | ------------ | ------ | ------------ | ------ | ------------- | ------ | --------- |
| 01 !    | Rimma Żukowa      | ZSRR           | 49.5 (3.)  | 49.500 | 5:33.1 (1.)  | 55.517 | 1:42.4 (3.)  | 51.200 | 9:26.4 (1.)   | 56.640 | 212,857   |
| 02 !    | Tamara Ryłowa     | ZSRR           | 48.9 (1.)  | 48.900 | 5:40.9 (3.)  | 56.817 | 1:42.6 (4.)  | 51.300 | 9:39.9 (3.)   | 57.990 | 215,007   |
| 03 !    | Sofja Kondakowa   | ZSRR           | 49.1 (2.)  | 49.100 | 5:44.0 (6.)  | 57.333 | 1:40.9 (1.)  | 50.450 | 9:46.8 (5.)   | 58.680 | 215,563   |
| 4.      | Eevi Huttunen     | Finlandia      | 50.5 (5.)  | 50.500 | 5:37.3 (2.)  | 56.217 | 1:44.8 (7.)  | 52.400 | 9:30.6 (2.)   | 57.060 | 216,177   |
| 5.      | Wiera Postnikowa  | ZSRR           | 50.7 (7.)  | 50.700 | 5:42.0 (5.)  | 57.000 | 1:42.1 (2.)  | 51.050 | 9:44.2 (4.)   | 58.420 | 217,170   |
| 6.      | Riemma Miensiowa  | ZSRR           | 49.6 (4.)  | 49.600 | 5:45.0 (7.)  | 57.500 | 1:43.5 (6.)  | 51.750 | 9:48.8 (6.)   | 58.880 | 217,730   |
| 7.      | Lidija Sielichowa | ZSRR           | 50.7 (7.)  | 50.700 | 5:41.6 (4.)  | 56.933 | 1:43.3 (5.)  | 51.650 | 9:49.7 (7.)   | 58.970 | 218,253   |
| 8.      | Iris Sihvonen     | Finlandia      | 50.5 (5.)  | 50.500 | 5:47.5 (8.)  | 57.917 | 1:46.0 (8.)  | 53.000 | 10:04.8 (9.)  | 60.480 | 221,897   |
| 9.      | Sonja Ackermann   | Norwegia       | 52.0 (9.)  | 52.000 | 5:55.2 (9.)  | 59.200 | 1:46.7 (9.)  | 53.350 | 10:02.8 (8.)  | 60.280 | 224,830   |
| 10.     | Astri Johannessen | Norwegia       | 52.6 (10.) | 52.600 | 6:03.8 (11.) | 60.633 | 1:48.3 (10.) | 54.150 | 10:12.3 (10.) | 61.230 | 228,613   |
| 11.     | Inger Brusveen    | Szwecja        | 53.8 (13.) | 53.800 | 5:58.8 (10.) | 59.800 | 1:50.0 (11.) | 55.000 | 10:15.8 (12.) | 61.580 | 230,180   |
| 12.     | Hana Bartovská    | Czechosłowacja | 54.5 (14.) | 54.500 | 6:04.0 (12.) | 60.667 | 1:53.3 (14.) | 56.650 | 10:15.3 (11.) | 61.530 | 233,347   |
| 13.     | Armi Mäkinen      | Finlandia      | 54.5 (14.) | 54.500 | 6:04.8 (13.) | 60.800 | 1:51.0 (12.) | 55.500 | 10:29.9 (13.) | 62.990 | 233,790   |
| 14.     | Karla Borovská    | Czechosłowacja | 53.2 (11.) | 53.200 | 6:08.4 (15.) | 61.400 | 1:53.3 (14.) | 56.650 | 10:40.1 (15.) | 64.010 | 235,260   |
| 15.     | Jarmila Königová  | Czechosłowacja | 53.2 (11.) | 53.200 | 6:24.0 (17.) | 64.000 | 1:52.0 (13.) | 56.000 | 10:52.4 (17.) | 65.240 | 238,440   |
| 16.     | Kaisa Vihma       | Finlandia      | 57.0 (16.) | 57.000 | 6:06.8 (13.) | 60.800 | 1:55.4 (16.) | 57.700 | 10:30.6 (14.) | 63.060 | 238,560   |
| 17.     | Solveig Andersson | Szwecja        | 57.0 (16.) | 57.000 | 6:14.3 (16.) | 62.383 | 1:59.4 (17.) | 59.700 | 10:49.1 (16.) | 64.910 | 243,993   |